# Jakobikirche (Rostock)

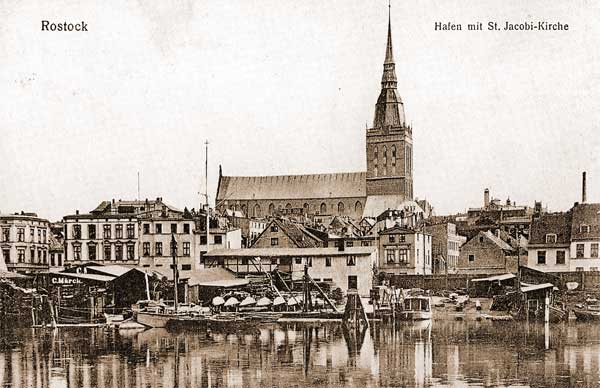
Rostocker Hafen mit Jacobikirche um 1900

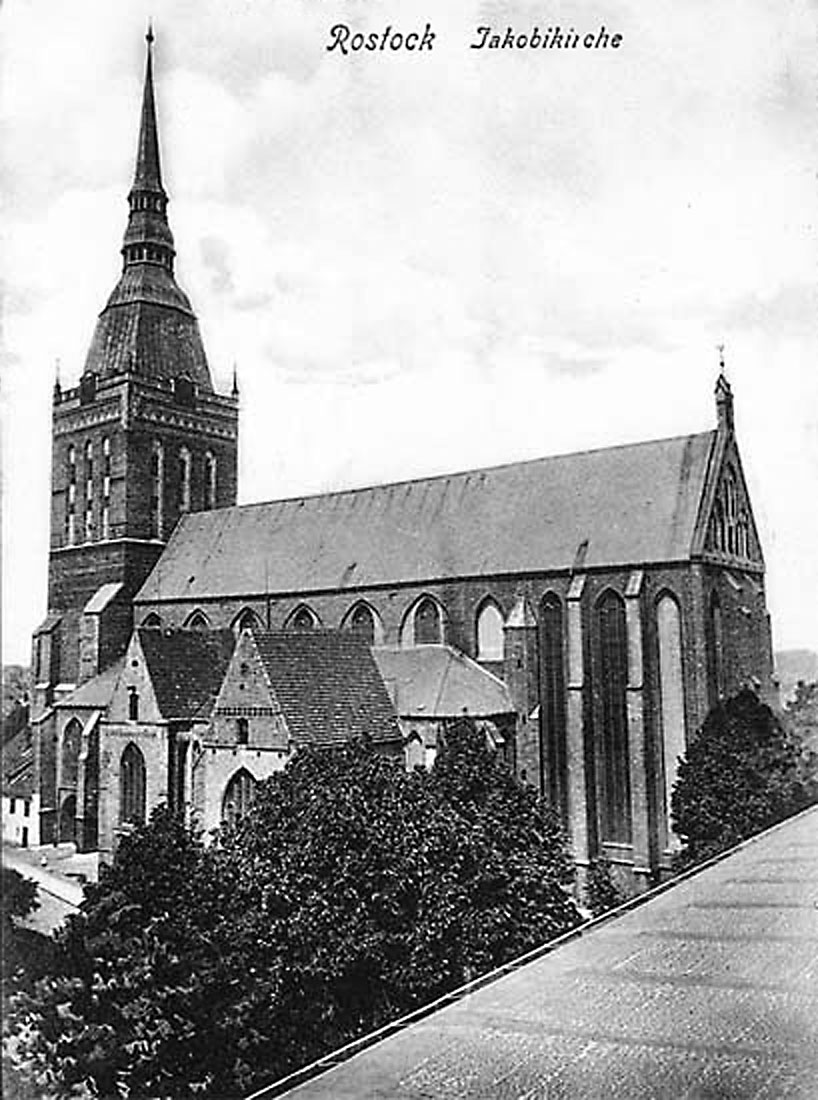
Rostocker Jakobikirche um 1920 (Südseite mit Kapellenanbauten)

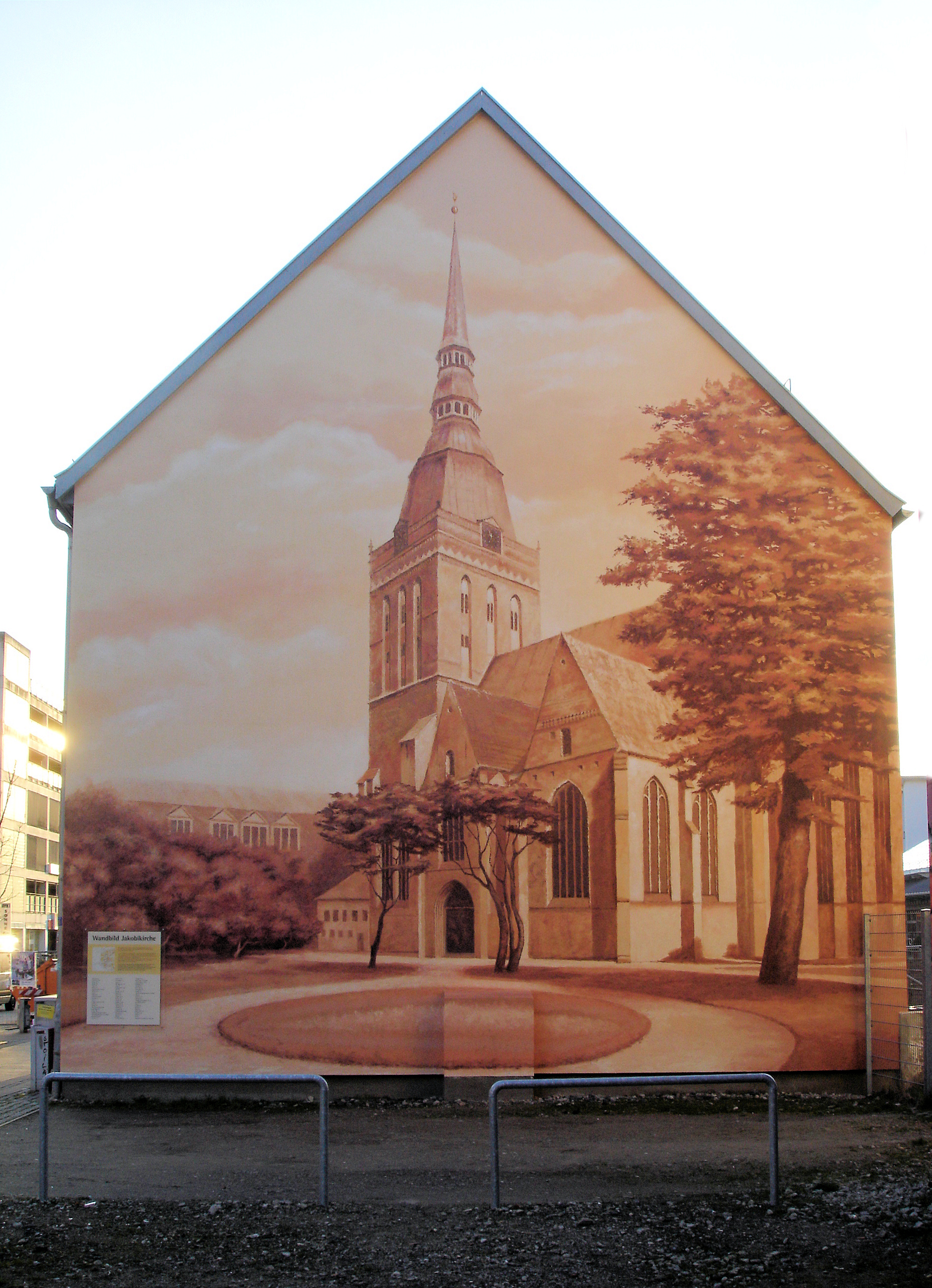
Wandbild von St. Jakobi im Friedhofsweg in Rostock

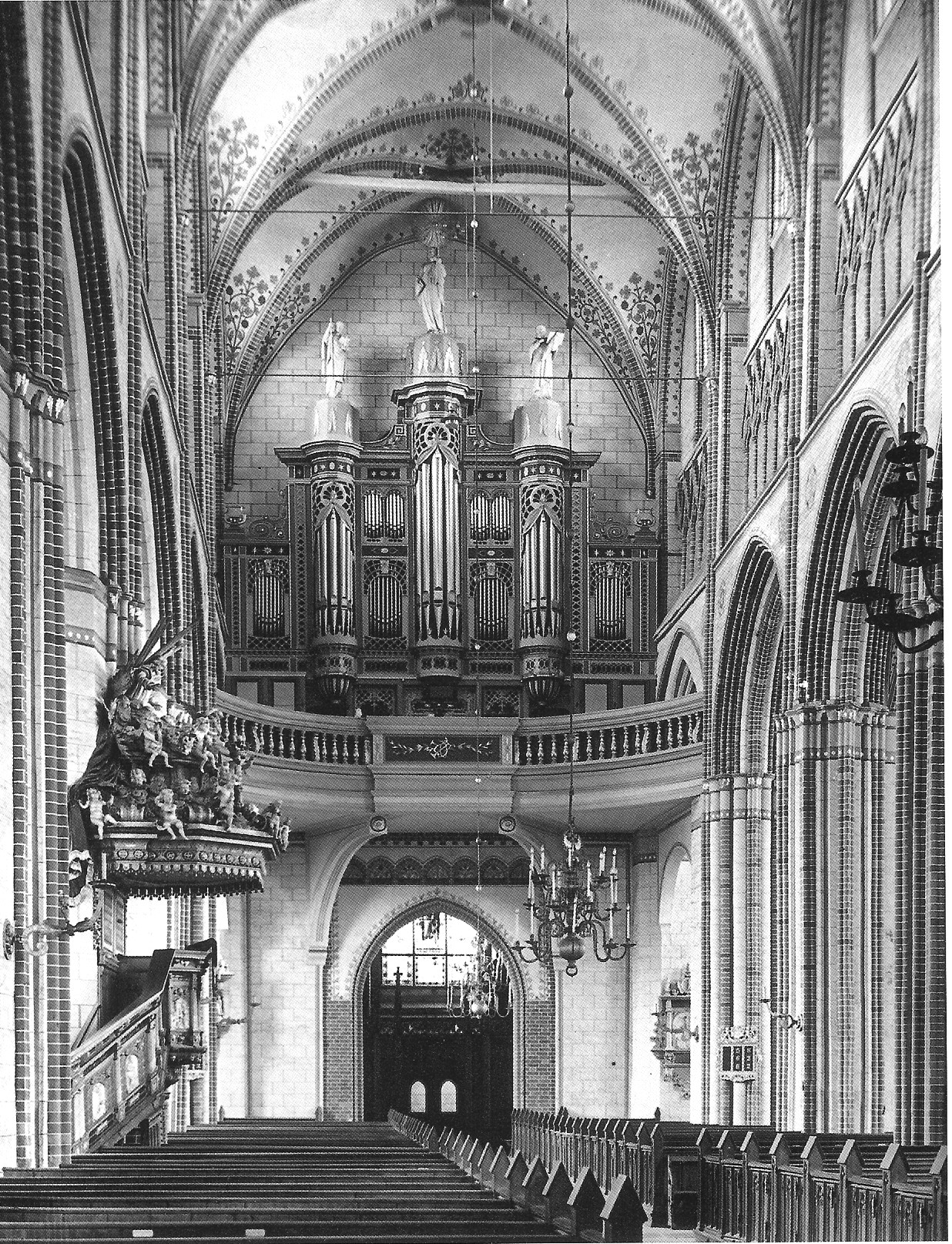
Innenansicht des Mittelschiffes vor der Zerstörung

Die Jakobikirche von Rostock (Schreibweise um 1900 auch Jacobikirche) war eine der vier Hauptkirchen und ein Wahrzeichen der Stadt. Sie stand zwischen der Apostelstraße und der Pädagogienstraße und war die jüngste der einst vier großen Rostocker Stadtpfarrkirchen. Sie wurde nach Beschädigungen im Zweiten Weltkrieg trotz Wiederaufbaufähigkeit bis 1960 vollständig abgerissen.
Die Stadt Rostock setzte sich ursprünglich aus drei Teilstädten, der Alt-, Mittel- und Neustadt zusammen, in denen jeweils sowohl ein Marktplatz und (mindestens) eine Kirche errichtet wurden. Die Jakobikirche war Pfarrkirche der Rostocker Neustadt im Westen.
Um 1280 gehörte nachweislich ein erster Ziegelhof vor dem Bramower Tor zu St. Jakobi. Daher wird als Baubeginn der Kirche etwa 1300 angenommen. Nach einer recht langen Bauzeit wurde St. Jakobi in der zweiten Hälfte des 14. Jahrhunderts zum größten Teil fertiggestellt.

## Architektur
Die Jakobikirche war eine dreischiffige Backsteinbasilika mit geradem Chorabschluss zur Pädagogienstraße hin. Als Zeichen für Reichtum und Ansehen der Hansestadt Rostock wurde die mit Zugeständnissen an das volkstümliche Bauempfinden errichtete Kirche prächtiger als die drei anderen Rostocker Hauptpfarrkirchen gestaltet. Ein rechteckiger Chor, Bündelpfeiler, Blendengliederungen und dreißig Altäre aus der vorreformatorischen Zeit gehörten zur Ausstattung dieser Kirche. Das Triforium im Obergaden war nur in Form von Blenden vorhanden. Die Laufgänge im Bereich der Seitenschiffe waren ein ungewöhnliches Element in der Backsteingotik, sie sind jedoch in Rostock auch in der Petrikirche zu finden. Das sechs Joch lange Gebäude war kreuzrippengewölbt, es hatte keine Querschiffe. Ungewöhnlich ist ebenfalls der rechteckige Chorschluss, der jedoch durch einen polygonalen Schluss im Gewölbe verschleiert wurde. An der Südseite wurden in der spätgotischen Zeit prächtige Kapellen angefügt. Der rechteckige Chorschluss, der reich geschmückte Wandaufriss und die vielfach profilierten Pfeiler haben zu der Vermutung geführt, dass Einflüsse aus der englischen Gotik wirksam waren; dies ist jedoch nicht erwiesen.

## Turmhelm
Ähnlich der Petri- und Nikolaikirche war die Jakobikirche ursprünglich mit einem gotischen Spitzhelm bekrönt, der 1462 einstürzte. 1589 wurde der neue, geschwungene Kupferhelm fertiggestellt, der über zwei Galerien verfügte. Der Turmhelm der Jakobikirche wurde bei den britischen Bombenangriffen Ende April 1942 vernichtet.

## Domkollegiatstift St. Jakobi
Hauptartikel: Rostocker Domfehde
In der Zeit zwischen 1484 und 1571 war St. Jakobi ein Domkollegiatstift. Die Ernennung dazu, die von Papst Innozenz VIII. veranlasst wurde, ging nicht unblutig aus, denn die städtischen Interessen kollidierten stark mit denen der mecklenburgischen Landesfürsten. Infolgedessen kam es 1486 zur Domfehde, die mit der Niederlage Rostocks 1491 und der Hinrichtung der Rädelsführer endete. Rostock wurde 1487 mit dem Kirchenbann belegt, worauf die Universität die Stadt verlassen musste. Ein Jahr später kehrte sie allerdings in die Stadt zurück.
Der Rostocker Frühhumanist Hinrich Boger verarbeitete die Fehde in einem seiner Gedichte und wurde dann selbst Domdekan und Pfarrer an St. Jakobi.

## Geschichte im 20. Jahrhundert

### Zeit des Zweiten Weltkrieges

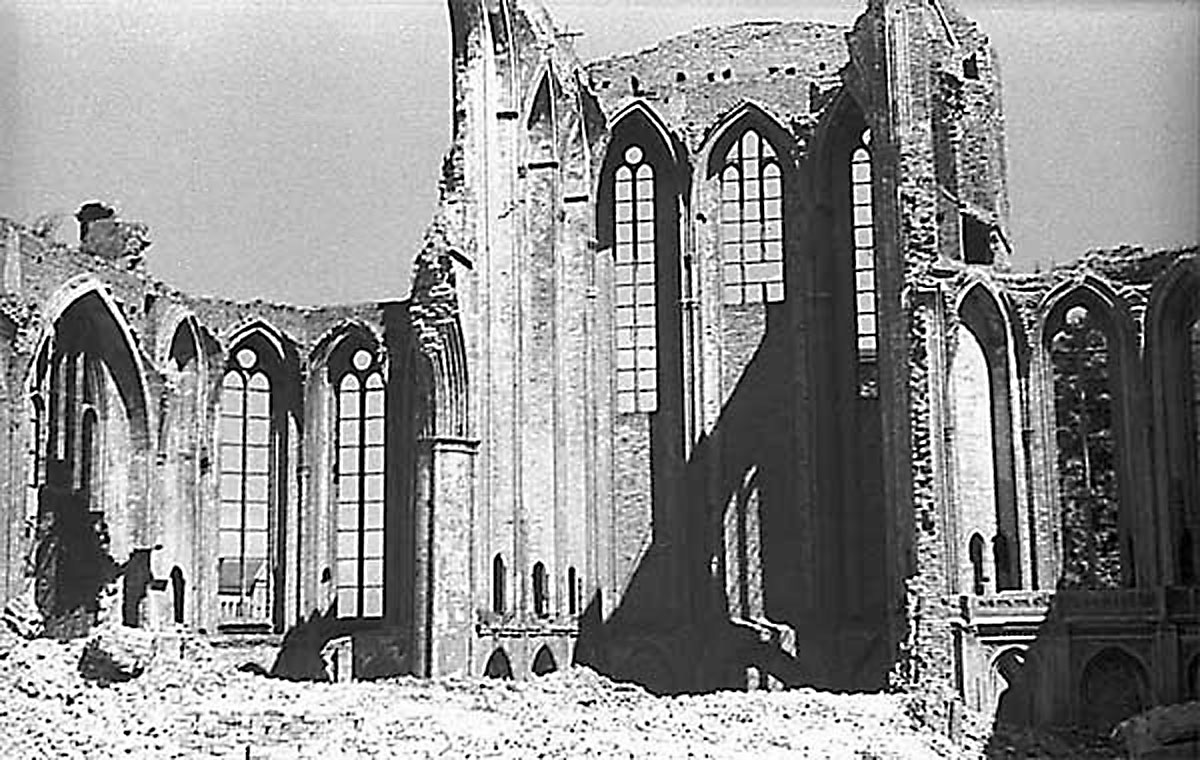
Überreste des Chors der Jakobikirche 1949

Bei den britischen Bombenangriffen am 26. April 1942 wurden große Teile der Jakobikirche zerstört. Das Turmmassiv brannte völlig aus, und die Innenausstattung, unter anderem die von Rudolf Stockmann entworfene Renaissancekanzel von 1582, das Kruzifix aus dem 15. Jahrhundert, die Epitaphien aus dem 16. Jahrhundert und viele Gemälde, gingen für immer verloren. Die Dachkonstruktion wurde zerstört, das Gewölbe beschädigt, es stürzte aber nicht ein, wie es bei St. Petri und St. Nikolai geschehen war. Ebenfalls vernichtet wurden die nördlich der Kirche befindlichen gotischen Jakobikirchhäuser an der Straße Bei der Jakobikirche. 1943 wurde die Ruine von St. Jakobi statisch gegen Einsturz gesichert und mit einem Notdach versehen.

### Nachkriegszeit
Im Mai 1947 brach nach einer rücksichtslosen Sprengung des benachbarten Luftschutz-Großbunkers „Blücher“ an der Langen Straße durch die sowjetische Besatzungsmacht das Hochschiff mit Pfeilern und Gewölbe in sich zusammen. Auch die südlichen Kapellenanbauten und große Teile der Seitenschiffsmauern wurden stark in Mitleidenschaft gezogen. Der massive Turm sowie Reste des Chores und der Seitenwände blieben als Ruine noch lange stehen. Ein Wiederaufbau oder zumindest eine Sicherung stand im Gegensatz zur seit 1953 betriebenen „sozialistischen Neugestaltung“ des Stadtzentrums. Eine Kirchenruine in direkter Nachbarschaft mit der Langen Straße, die das neue sozialistische Rostock demonstrieren sollte, war damit unvereinbar. 1957 wurden die Seitenschiffreste, 1959 der Chorkomplex und 1960 der Turmstumpf abgerissen bzw. gesprengt. Der ehemalige Platz der Kirche wurde offiziell als „Klaus-Störtebeker-Platz“ Standort von Imbissbuden. Eine erneute Bebauung erfolgte in der Zeit der DDR nicht. Die Beseitigung der Jakobikirche in Rostock gehört zu den schwersten Verlusten des kulturellen Erbes infolge von Krieg und Ignoranz in Ostdeutschland.

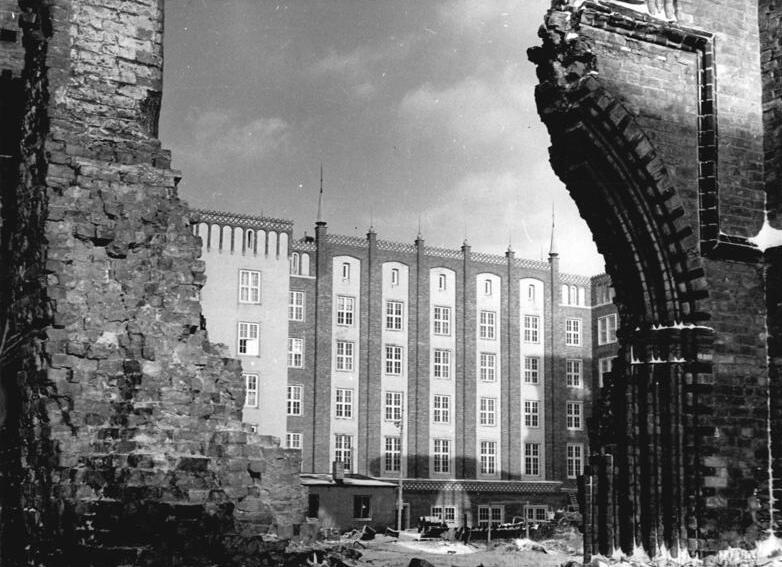
Blick aus der zerstörten Kirche, 1955

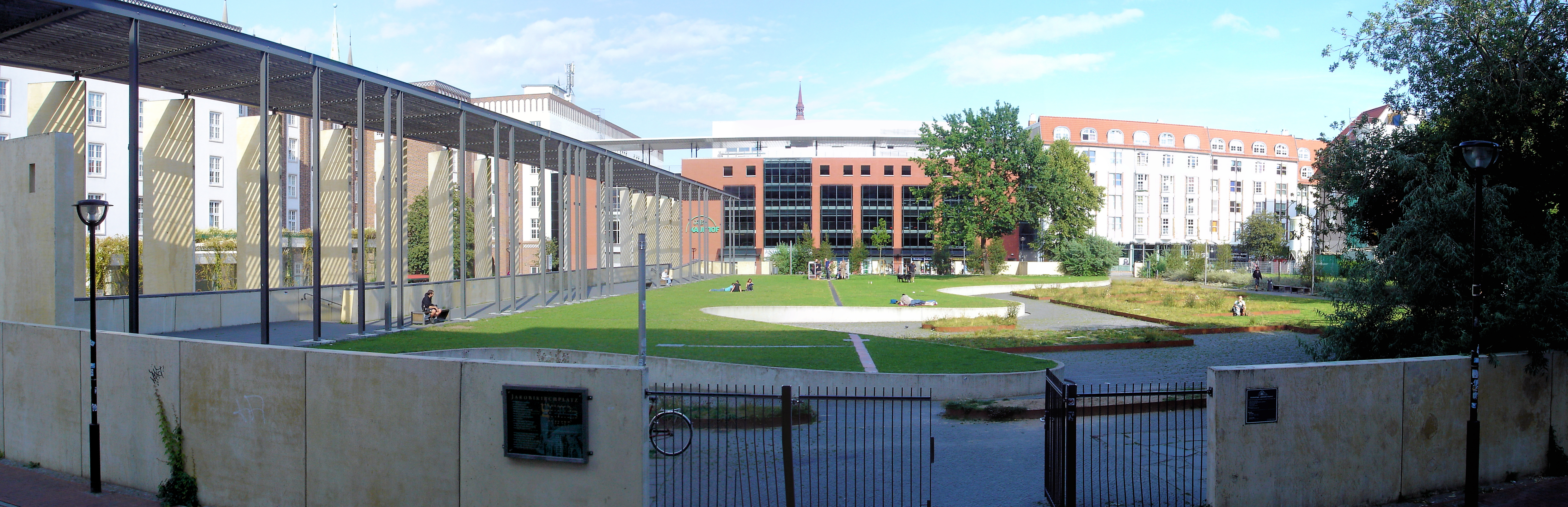
Jakobikirchplatz heute (Blick nach Osten, mit Turmspitze der Marienkirche)

Heute erinnert ein Gedächtnisplatz zwischen Apostelstraße, Bei der Jakobikirche und Pädagogienstraße an den gewaltigen Bau von St. Jakobi. Die Kolonnaden auf der Nordseite verdeutlichen die Höhe des einstigen nördlichen Seitenschiffes. An der Nordwestecke der Anlage ist eine erhaltene Grabplatte der Jakobikirche aufgestellt. Der Grundriss der Kirche ist darüber hinaus in Stein in den Boden eingelassen, Bronzeplatten in der Erde verweisen auf den ehemaligen Standort der Orgel, des Altars, des Fürstenstuhls und der Portale. Sie stammen aus der Werkstatt der Firma Fittkau Metallbau und Kunstschmiede aus Berlin.

## Geistliche
Nach der Reformation amtierten jeweils drei Geistliche an St. Jakobi. Diese trugen bis ins 19. Jahrhundert die Amtsbezeichnungen Diaconus, Archidiaconus und (Haupt)pastor. In der Regel rückte der Diaconus auf die freiwerdende Stelle des Archidiaconus auf und dieser auf die Stelle des Pastors.
- Thomas Rode († 1487), erster Propst des Kollegiatstifts 1487, im Zuge der Rostocker Domfehde ermordet
- Johannes von Thun († 1506), Kanonikus und Kantor ab 1487
- Hinrich Boger († 1505), Kanonikus 1501, Dekan des Kollegiatstifts
- Barthold Moller († 1530), Dekan des Kollegiatstifts
- Andreas Martini († 1561), Prediger 1552–1557
- Valentin Schacht (1540–1607), Diaconus 1565, Archidiaconus 1573, Pastor 1595
- Mento Gogreve († nach 1588), Diaconus 1573
- David Lobech (1560–1603), Archidiaconus 1592
- Andreas Großhenning (1590–1625), Pastor 1623
- Joachim Lütkemann (1608–1655), Diaconus 1639, Archidiaconus 1639
- Enoch Svantenius (der Ältere) (1618–1674), Diaconus 1646, Archidiaconus 1653
- Johann Quistorp der Jüngere (1624–1669), Archidiaconus 1649, Pastor 1653
- Theophil Großgebauer (1627–1661), Diaconus 1653
- Hermann Becker (1632–1681), Diaconus 1669, Pastor 1671
- Simon Hennings (1644–1695)
- Gottlob Friedrich Seligmann (1654–1707), Archidiaconus 1683–1686
- Samuel Starck (1649–1697), Pastor 1696
- Zacharias Grape (der Jüngere) (1671–1713), Archidiaconus 1699
- Peter Becker (1672–1753), Archidiaconus 1714, Pastor 1721
- Georg Detharding (1727–1813), 1755 Prediger
- Heinrich Valentin Becker (1732–1796), Archidiaconus 1758, Pastor 1773
- Johann Christian Petersen (der Jüngere) (1750–1806), Diaconus 1774, Archidiaconus 1798
- Georg Detharding (der Jüngere), 1798 Diaconus, später Pastor und 1818–1825 Director ministerii
- Robert Pries (1852–1928), Diaconus 1893, 1905 Erster Pastor der Heiligen-Geist-Kirche

## Organisten (Auswahl)
- Georg Patermann, anf. 17. Jh.
- Anton Ludwig Ernst Trutschel, Organist 1823–1869